# Trimerina madizans
Trimerina madizans är en tvåvingeart som först beskrevs av Fallen 1813.  Trimerina madizans ingår i släktet Trimerina och familjen vattenflugor. Arten är reproducerande i Sverige. Inga underarter finns listade i Catalogue of Life.